# Єрьоменко Олексій Борисович
Олексій Борисович Єрьоменко (рос. Алексей Борисович Ерёменко, фін. Alexei Eremenko, нар. 17 січня 1964, Новочеркаськ) — радянський, російський та фінський футболіст, що грав на позиції півзахисника. Після завершенні ігрової кар'єри — тренер. З 2018 року очолює тренерський штаб команди «СІК».
Грав у центрі поля, зробив велику кар'єру у чемпіонаті Фінляндії, його вважають одним із найкращих гравців турніру усіх часів. Він був обраний як легенда Вейккаусліги серед перших у 2007 році.

## Клубна кар'єра
У дорослому футболі дебютував 1981 року виступами за команду «Ростсільмаш», в якій зіграв у 5 матчах другої ліги СРСР і по ходу того ж сезону перебрався в інший клуб цього міста СКА (Ростов-на-Дону), що грав у Вищій лізі. Свій перший матч за СКА зіграв проти бакинського «Нефтчі» в 17 років, відразу після школи і загалом провів за клуб п'ять років. 1985 року в матчі проти донецького «Шахтаря» захисник «гірників» Сергій Журавльов зламав Єрьоменку обидві гомілкові кістки, ззаду стрибнувши в опорну ногу. Через це Олексій провів чотири з половиною місяці в апараті Ілізарова, Журавльов же обійшовся лише жовтою карткою.
На початку наступного року опинився у столичному «Спартаку» (Москва), де провів два неповних сезони. У перший рік починав у дублі і в перших трьох матчах забив п'ять м'ячів, завдяки чому перед черговою грою чемпіонату з «Торпедо» Єрьоменко отримав шанс вийти на поле замість хворого Федіра Черенкова. «Червоно-білі» виграли 4:0, а Єрьоменко забив два голи у ворота Валерія Саричева. У наступному матчі в Одесі команда обіграла «Чорноморець» 1:0, а Олексій став автором переможного м'яча. У тому сезоні «Спартак» посів третє місце в чемпіонаті, а в наступному році «червоно-білі» стали «золотими», хоча медаль Єрьоменко так і не отримав, оскільки не награв на неї потрібну кількість матчів, а кінець сезону взагалі провів у другому дивізіоні за «Ростсільмаш».
1988 року став гравцем столичного «Торпедо» (Москва), де грав ще менше, ніж у складі «червоно-білих». З «автозаводцями» дійшов до фіналу Кубка країни, в якому вони поступилися харківському «Металісту». Єрьоменко у тій грі заробив пенальті у свої ворота, через що головний тренер команди Валентин Іванов після гри звинуватив гравця в здачі гри. У результаті півзахисник змушений був покинути клуб і опинився в «Динамо» (Москва), де провів наступні півтора року.
У лютому 1990 року Олексій з московським «Динамо» поїхали на передсезонний збір в Іспанію, де готувався разом з командою до чемпіонату країни. Під час збору тренер «біло-блакитних» Анатолій Бишовець запропонував спробувати сили в іспанській першості. Єрьоменко погодився, але угоду з жодним клубом підписати не вдавалось, натомість коли вже почався сезон, Олексій здебільшого сидів на лавці запасних та бігав за дубль. Раптом Єрьоменка викликав президент «Динамо» Геннадій Євтушенко і повідомив, що на футболіста прийшов запит із Фінляндії, а на наступний день гравець дізнався від Бишовця про інтерес із боку ізраїльського клубу. У підсумку Олексій вибрав Фінляндію і влітку 1990 року разом з родиною переїхав до цієї країни, уклавши угоду з місцевим клубом вищої ліги «Яро», але до кінця року мав грати в оренді в команді другого дивізіону ОЛС.
З сезону 1991 року став стабільно виступати за «Яро», з яким він став фіналістом Кубка Фінляндії 1992 року. Єрьоменко залишався у клубі до 1994 року. Тоді він вирішив перейти у грецький «Атінаїкос», але у клубі не закріпився і повернувся в «Яро», де Олексій залишився до 1998 року. У цьому році він покинув Фінляндію вдруге і підписав контракт з норвезьким «Тромсе». Ця пригода також виявилася короткочасною і у 1999 році Єрьоменко знову повернувся до Фінляндії, але цього разу він приєднався до місцевого гранду, клубу ГІК. З цим клубом він виграв двічі чемпіонат (2002, 2003), і двічі національний кубок (2000, 2003), а у останніх двох сезонах грав у команді разом із своїм старшим сином Олексієм.
У 2003 році 39-річний футболіст у третій раз повернувся до «Яро» і залишився в клубі до 2005 року. У цій команді Олексій виступав разом із своїм середнім сином Романом, встановивши 2004 року рекорд в матчі фінської першості — Єрьоменки забили по м'ячу і переграли на виїзді «Лахті» з легендарним фінським футболістом Ярі Літманеном у складі.
Завершував Олексій ігрову кар'єру у клубі ЯБК з третього за рівнем дивізіону країни, де працював граючим тренером протягом 2006—2009 років. Загалом за кар'єру у Фінляндії Єременко Зіграв 360 матчів у чемпіонаті, забивши 64 голи.

## Виступи за збірну
З юнацькою збірною СРСР до 18 років став бронзовим призером юнацького чемпіонату Європи 1982 року у Фінляндії, який дозволив молодіжній збірній СРСР поїхати на молодіжний чемпіонат світу 1983 року у Мексиці, куди Єрьоменко теж поїхав.

## Кар'єра тренера
Після роботи граючим тренером у клубі ЯБК, у серпні 2009 року Єрьоменко підписав трирічну угоду з «Яро», яка повинна була набути чинності на початку 2010 року. Проте з уходом Міки Лаурікайнена Олексій очолив клуб у серпні 2009 року. У першому повному сезоні під керівництвом Єрьоменка «Яро» у 2010 році стало п'ятим у Вейккауслізі, що стало найкращим результатом команди за останні 14 років. Крім того у цьому сезоні Єрьоменко орендував у харківського «Металіста» свого старшого сина Олексія, який забивши 7 голів у 16 іграх значною мірою допоміг досягти такого результату команді батька. В наступні роки команда здебільшого боролась за виживання, поки в сезоні 2015 року таки не вилетіла з еліти. В цьому сезоні старший син вдруге допомагав батьку на полі у складі «Яро», але не забив жодного м'яча у чемпіонаті.
У грудні 2015 року повідомлялося, що Олексій Єрьоменко буде головним тренером юнацької збірної Фінляндії у віці до 18 років протягом 2016 року. Він також продовжував працювати як головний тренер «Яро» у другому дивізіоні, але був звільнений у червні 2016 року через погані результати команди, яка мала примарні шанси на повернення в еліту.
Натомість влітку 2016 року тренер очолив казахський «Шахтар» (Караганда) і зайняв з командою 9-те місце у тому сезоні, але по ходу наступного у травні 2017 року був звільнений через незадовільні результати, після чого з серпня по жовтень недовго очолював вірменський «Пюнік», але був швидко звільнений, оскільки команда під його керівництвом змогла виграти лише один матч.
Наприкінці травня 2018 року Єрьоменко став головним тренером клубу СІК, ставши вже п'ятим головним тренером команди, який очолив цей клуб протягом останнього року.

## Титули і досягнення

### Як гравця
- Чемпіон Фінляндії (2):

«ГІК»: 2002, 2003
- Володар Кубка Фінляндії (2):

«ГІК»: 2000, 2003

## Особисте життя
Має трьох синів, усі теж стали професіональними футболістами. Старший і середній, Олексій і Роман відповідно, хоча і народились в СРСР, стали гравцями збірної Фінляндії. Наймолодший — Сергій (1999 р. н.) — розпочав виступи на дорослому рівні під керівництвом батька в «Яро». Втім він, на відміну від своїх братів народився у Фінляндії, але виявив бажання виступати за збірну Росії.